# Czerna (Środa Śląska, Baja Silesia)
Czerna es una localidad del distrito de Środa Śląska, en el voivodato de Baja Silesia (Polonia). Se encuentra en el suroeste del país, dentro del término municipal de Miękinia, a unos 8 km al norte de la localidad homónima y sede del gobierno municipal, a unos 18 al nordeste de Środa Śląska, la capital del distrito, y a unos 20 al noroeste de Breslavia, la capital del voivodato. En 2011, según el censo realizado por la Oficina Central de Estadística polaca, su población era de 133 habitantes. Czerna perteneció a Alemania hasta 1945.